# Galea spixii
Шпиксово жутозубо морско прасе или Шпиксов жутозуби заморац (Galea spixii) је врста глодара из породице морских прасића или заморчића (Caviidae).

## Распрострањење
Врста је присутна у Бразилу и Боливији.

## Станиште
Станишта врсте су шуме и саване.

## Угроженост
Ова врста није угрожена, и наведена је као последња брига јер има широко распрострањење.